# Сталінград (аеропорт)
Міжнародний аеропорт Сталінград (IATA: VOG, ICAO: URWW) — аеропорт у Росії, розташований за 15 км на північний захід від Волгограду.
До 29 квітня 2025 мав назву Аеропорт Волгоград
Аеропорт 1 класу. Приймає літаки: Іл-18, Іл-76, Ту-134, Ту-154, Як-42, Ан-12, А-319, А-320, А-321, Boeing-737 всіх модифікацій, Boeing-757 всіх модифікацій, Ту-204, Ту-214, Ан-140, SAAB 2000, повітряні судна 3-го і 4-го класу, вертольоти всіх типів.
До 1994, був аеропортом спільного базування (706 Авіаційний навчальний полк).
Волгоградський аеропорт був місцем базування Air Volga. Коли авіакомпанія збанкрутувала у квітні 2010 року його літаки і більшість маршрутів були передані RusLine.

## Авіакомпанії та напрямки, листопад 2020
| Авіакомпанія      | Пункт призначення                                              |
| ----------------- | -------------------------------------------------------------- |
| Aeroflot          | Москва-Шереметьєво Сезонний: Сочі                              |
| IrAero            | Самара                                                         |
| Nordwind Airlines | Москва-Шереметьєво Сезонний чартер: Анталія, Даламан, Монастір |
| Pegas Fly         | Єреван Сезонний: Сімферополь                                   |
| Pobeda            | Москва-Внуково, Ст Петербург                                   |
| S7 Airlines       | Москва-Домодєдово                                              |
| Ural Airlines     | Москва-Жуковський                                              |
| Utair             | Астрахань, Краснодар, Ростов-на-Дону, Сочі                     |
| Yamal Airlines    | Челябінськ, Казань                                             |